# Bill MacMillan
William Stewart MacMillan, detto Bill (Charlottetown, 7 marzo 1943 – Charlottetown, 14 luglio 2023), è stato un hockeista su ghiaccio, allenatore di hockey su ghiaccio e dirigente sportivo canadese.

## Carriera
Ha giocato per i Toronto Maple Leafs, gli Atlanta Flames e i New York Islanders nella National Hockey League, dal 1970 al 1977. È stato l'allenatore dei Colorado Rockies nella stagione 1980-81 ed ha allenato i New Jersey Devils dal 1981 al 1983. Ha vinto la Stanley Cup con i New York Islanders nel 1980 come assistente allenatore.